# Commelina bangii
Commelina bangii är en himmelsblomsväxtart som beskrevs av Henry Hurd Rusby. Commelina bangii ingår i släktet himmelsblommor, och familjen himmelsblomsväxter.
Artens utbredningsområde är Bolivia. Inga underarter finns listade.